# Сан Филипо Нуово (Равена)
Сан Филипо Нуово је насеље у Италији у округу Равена, региону Емилија-Ромања.
Према процени из 2011. у насељу је живело 47 становника. Насеље се налази на надморској висини од 17 м.